# Attilio Regolo (film)
Attilio Regolo è un film del 1911 diretto da Enrique Santos.

## Trama
Marco Atilio Regolo conduce i romani alla vittoria contro i cartaginesi, costretti a chiedere la pace. I termini si rivelano però fin troppo onerosi, spingendo Cartagine a riprendere in mano le armi, e stavolta Regolo viene sconfitto e fatto prigioniero. Inviato a Roma per negoziare una nuova pace, e consapevole di affrontare morte certa al suo ritorno in caso di rifiuto dei suoi concittadini, Regolo sprona comunque il Senato a non fermarsi di fronte a nulla pur di annientare l'odioso nemico. Fedele alla parola data, fa quindi ritorno a Cartagine, dove verrà barbaramente ucciso.

## Distribuzione
Il film è stato distribuito in Italia a partire da una data non successiva al 25 gennaio 1911.
È stato distribuito nel Regno Unito a partire dal 21 gennaio 1911 col titolo True Till Death.